# Pentacalia
Pentacalia là một chi thực vật có hoa trong họ Cúc (Asteraceae).

## Loài
Chi Pentacalia gồm các loài: